# هلمان مكاليلي
هلمان مكاليلي (بالإنجليزية: Helman Mkhalele)‏، من مواليد 20 أكتوبر 1969 في جوهانسبيرغ في جنوب أفريقيا، لاعب كرة قدم جنوب أفريقي سابق.
لعب مع منتخب جنوب أفريقيا لكرة القدم في 66 مباراة وسجل 8 أهداف.

## روابط خارجية
- هلمان مكاليلي على موقع الاتحاد الدولي (مؤرشف)  (الإنجليزية)
- هلمان مكاليلي على موقع اتحاد تركيا (لاعب) (الإنجليزية)
- هلمان مكاليلي على موقع قاعدة بيانات كرة القدم.إي يو (الإنجليزية)
- هلمان مكاليلي على موقع ناشيونال فوتبول تيمز (الإنجليزية)
- هلمان مكاليلي على موقع Soccerway.com (الإنجليزية)
- هلمان مكاليلي على موقع عالم كرة القدم.نت (الإنجليزية)
- هلمان مكاليلي على موقع كووورة